# ناحیه ریچ، شهرستان کوک، ایلینوی
ناحیه ریچ (به انگلیسی: Rich Township) یک منطقهٔ مسکونی در ایالات متحده آمریکا است که در شهرستان کوک (ایلینوی) واقع شده‌است. ناحیه ریچ ۹۴٫۷۸ کیلومتر مربع مساحت دارد ۲۱۶ متر بالاتر از سطح دریا واقع شده‌است.